# Parámetro de escala

Efecto del parámetro de escala sobre una distribución Gamma con parámetro de forma constante (r=3).

En la teoría de la probabilidad y estadística, el parámetro de escala es una clase especial de parámetro numérico de una familia de parámetros de distribuciones probabilísticas. Cuanto más grande el parámetro de la escala, más amplia la distribución.

## Definición
Si una familia de distribuciones probabilísticas es tal que existe un parámetro s (y otros parámetros θ) para el que una función de distribución acumulada satisface
{\displaystyle F(x;s,\theta )=F(x/s;1,\theta ),\!}
entonces s es denominado parámetro de escala, dado que su existencia determina la "escala" o dispersión de una distribución probabilística. Si s es grande, la distribución será más amplia; si s es pequeño entonces la distribución estará más concentrada. 
Si la densidad de probabilidad existe para todos los valores de un conjunto de parámetros, entonces la densidad (como una función del parámetro de escala solamente) satisface
{\displaystyle f_{s}(x)=f(x/s)/s,\!}
donde f es la densidad de la versión estandarizada de la densidad.
Un estimador de un parámetro de escala es llamado estimador de escala.

### Manipulaciones simples
Podemos escribir {\displaystyle f_{s}} en términos de {\displaystyle g(x)=x/s}, como sigue:
{\displaystyle f_{s}(x)=f(x/s)\times 1/s=f(g(x))\times g'(x).\!}
Dado que f es una función de densidad de probabilidad, se integra a la unidad:
{\displaystyle 1=\int _{-\infty }^{\infty }f(x)\,dx=\int _{g(-\infty )}^{g(\infty )}f(x)\,dx.\!}
Por la regla de sustitución de cálculo integral, entonces tendremos:
{\displaystyle 1=\int _{-\infty }^{\infty }f(g(x))\times g'(x)\,dx=\int _{-\infty }^{\infty }f_{s}(x)\,dx.\!}
Por lo que {\displaystyle f_{s}} está adecuadamente normalizada.

## Parámetro de medida
Algunas familias de distribuciones usan un parámetro de medida que es simplemente la recíproca del parámetro de escala. Por ejemplo, una distribución exponencial con parámetro de escala β y densidad de probabilidad
{\displaystyle f(x;\beta )={\frac {1}{\beta }}e^{-x/\beta },\;x\geq 0}
puede igualmente ser expresada con el parámetro de medida λ de la siguiente manera
{\displaystyle f(x;\lambda )=\lambda e^{-\lambda x},\;x\geq 0.}

## Ejemplos
- La distribución normal tiene dos parámetros: un parámetro de localización {\displaystyle \mu } y un parámetro de escala {\displaystyle \sigma }. En la práctica la distribución normal es frecuentemente parametrizada en términos de una escala al cuadrado {\displaystyle \sigma ^{2}}, lo que corresponde a la varianza de la distribución.

- La distribución gamma es usualmente parametrizada en términos de parámetro de escala {\displaystyle \theta } o su inversa.

- Casos especiales de distribuciones donde el parámetro de escala equivale a la unidad pueden ser llamados "estándar" bajo ciertas condiciones. Por ejemplo, si el parámetro de localización equivale a cero y el parámetro de escala equivale a uno, la distribución normal es conocida como distribución normal estándar, y la distribución de Cauchy como distribución de Cauchy estándar.

## Estimación
Un estadístico puede ser usado para estimar un parámetro de escala siempre y cuando:
- sea de localización invariante;
- escale linealmente con el parámetro de escala, y
- converja mientras crece el tamaño de la muestra.

Varias medidas de dispersión satisfacen esas propiedades. 
Para hacer del estadístico un estimador consistente para el parámetro de escala, se debe en general multiplicar el estadístico por un factor de escala constante. Este factor de escala es definido como el valor teórico del valor obtenido del cociente entre el parámetro de escala requerido y el valor asintótico del estadístico. Nótese que el factor de escala depende de la distribución en cuestión.
Por ejemplo, para usar la desviación absoluta respecto a la mediana (DAM) para estimar el desvío estándar de la distribución normal, se debe multiplicarla por el factor
{\displaystyle 1/\Phi ^{-1}(3/4)\approx 1,4826}
donde Φ−1 es la función cuantil (inversa de la función de distribución acumulada) para la distribución normal estándar.
Es decir, la DAM no es un estimador consistente para el desvío estándar de una distribución normal, pero {\displaystyle 1,4826...*DAM} es un estimador consistente.
De forma similar, la desviación absoluta respecto a la media necesita ser multiplicada por aproximadamente 1,2533 para ser un estimador consistente para el desvío estándar. Diferentes factores serían requeridos para estimar el desvío estándar si la población no siguiese una distribución normal.